# Bathyanthias roseus
Bathyanthias roseus är en fiskart som beskrevs av Günther, 1880. Bathyanthias roseus ingår i släktet Bathyanthias och familjen havsabborrfiskar. Inga underarter finns listade.